# Spider-Man: Far From Home (soundtrack)
Spider-Man: Far From Home (Original Motion Picture Soundtrack) is de soundtrack van de Columbia Pictures / Marvel Studios-film Spider-Man: Far From Home, gecomponeerd door Michael Giacchino. Het album werd op 28 juni 2019 uitgebracht door Sony Classical.
Er werd bevestigd dat Spider-Man: Homecoming-componist Michael Giacchino in oktober 2018 terugkeert om Far From Home te componeren. De muziek van Giacchino werd opgenomen in de Newman Scoring Stage, onder leiding van Marshall Bowen.

## Tracklijst
Alle muziek is geschreven door Michael Giacchino, tenzij anders vermeld.

| Nr. | Titel                                              | Duur |
| --- | -------------------------------------------------- | ---- |
| 1.  | Far From Home Suite Home                           | 8:27 |
| 2.  | It's Perfect                                       | 0:30 |
| 3.  | World's Worst Water Feature                        | 7:30 |
| 4.  | Multiple Realities                                 | 3:32 |
| 5.  | Brad to the Drone                                  | 3:32 |
| 6.  | Change of Plans                                    | 2:28 |
| 7.  | Night Monkey Knows How to Do It                    | 0:19 |
| 8.  | Mr. One Hundred and One                            | 3:20 |
| 9.  | Prague Rocked                                      | 3:43 |
| 10. | Who's Behind Those Foster Grants (a)               | 2:57 |
| 11. | Power to the People                                | 3:33 |
| 12. | Personal Hijinks                                   | 3:53 |
| 13. | Praguenosis: BAD                                   | 1:08 |
| 14. | A Lot of 'Splaining to Do                          | 2:14 |
| 15. | The Magical Mysterio Tour                          | 3:21 |
| 16. | Taking the Gullible Express / Spidey Sensitive (a) | 5:07 |
| 17. | Gloom and Doom                                     | 4:16 |
| 18. | High and Flighty                                   | 2:20 |
| 19. | An Internal Battle                                 | 1:50 |
| 20. | Happy Landings                                     | 2:58 |
| 21. | Tower of Cower                                     | 5:12 |
| 22. | Bridging the Trap                                  | 1:58 |
| 23. | Bridge and Love's Burning                          | 2:50 |
| 24. | Swinging Set                                       | 1:47 |
| 25. | And Now This...                                    | 0:58 |

a: Dit nummer verwijst naar het thema van Alan Silvestri uit The Avengers.